# Johann Joseph Rottländer
Johann Joseph Rottländer (* 4. Juli 1798 in Overath; † 12. März 1879 in Mönchengladbach) war ein deutscher Politiker.

## Leben und Wirken
Johann Joseph Rottländer war ein Sohn von Joseph Rottländer und Gertrud Gronewald. Sein Vater war gelernter Schlosser und unterhielt in Overath eine Eisenwarenhandlung. Er hatte einen Bruder namens Heinrich, der am 14. Oktober 1800 geboren wurde. Gemäß dem Taufregister der Pfarrei St. Walburga in Overath wurde er als „Joan Joseph, (f)ilius l(egitimus)“ getauft. Weitere Einzelheiten zu Kindheit und Jugend sind nicht dokumentiert.
Am 1. September 1818 stellte sich Rottländer in den Dienst der 8. Pionierabteilung der preußischen Armee in Koblenz. Als fleißiger und begabter Soldat stieg er schnell auf. Im März 1819 legte er in Trier die Examina zum Portepeefähnrich ab, im Juli 1820 in Berlin jene zum Offizier. Er bestand beide Prüfungen mit Auszeichnung.
Rottländer unterrichtete danach als Leutnant an der Trierer Regimentsschule. Dabei bereitete er angehende Offiziere auf die Examensprüfung vor. 1822/23 führte er für einige Zeit eine Kompanie der Landwehr in Ottweiler. Dauerhaft erschien ihm der Dienst beim Militär zu monoton. Hinzu kamen fehlende Aufstiegsmöglichkeiten und eine Erkrankung. Somit beendete er 1827 den Militärdienst.
Am 30. Januar 1829 wurde Rottländer Bürgermeister von Asperden und Kassel. Im März 1833 übernahm er das Bürgermeisteramt in Kaiserswerth. Somit verwaltete er auch die Gemeinde Angermund. 1844 wurde er zum Hauptmann ernannt. Anfang 1852 wechselte er als Bürgermeister von Stadt und Land nach Mönchengladbach und wurde zum Reserveoffizier ernannt.
Während seiner Zeit als Bürgermeister von Mönchengladbach entstanden fünf neue Schulen. Außerdem wurde die Turnerfeuerwehr und der Landwehrverein gegründet, ein katholisches Waisenhaus und eine Gasfabrik eingerichtet. Am 1. September 1868 wurde er zum Oberbürgermeister der Stadt ernannt.
Für seine Leistungen erhielt Rottländer 1842 den Roten Adlerorden 4. Klasse.

## Werke
Rottländer trat auch als Schriftsteller in Erscheinung. Er schrieb den Leitfaden der Brandenburgisch-Preußischen Geschichte, der für die unteren Militärschulen gedacht war. Das Buch fand weite Verbreitung an Regimentsschulen. Der König befahl die Einführung des Werkes am großen Militärwaisenhaus in Potsdam.